# Gant de toilette
Un gant de toilette est une sorte de poche rectangulaire avec ou sans pouce, en tissu éponge parfois en tissu nid d’abeille dans laquelle on enfile une main et qui est destinée à l’hygiène du visage et du corps. Il est généralement utilisé pour se frictionner le visage, le corps, avec ou sans savon, puis éventuellement pour s'éponger avant un séchage complet.
Dans les pays anglo-saxons ou au Canada français, on utilise plutôt une débarbouillette, un carré de tissu éponge simple de 15 à 20 cm de côté qui s'apparente plutôt à une petite serviette. En Suisse romande, on l'appelle lavette et elle se rencontre plus fréquemment que le gant de toilette.

## Description
« Le gant de toilette remplace avec avantage la serviette pour les soins du corps… Il a le grand avantage d’éviter de mouiller la serviette pour se savonner et se rincer. »
Le gant de toilette est fréquemment assorti à la serviette de bain et on en trouve brodés aux initiales ou au nom de l’utilisateur. Le tissu éponge est majoritairement en coton et il en existe labellisés coton bio et commerce équitable. Il est le plus souvent constitué de deux faces réunies par une couture mais peut être aussi tricoté.
Le gant de toilette utilisé pour se frictionner le corps est parfois en crin ; il peut aussi être en piquet de coton et soie. Le gant de toilette peut être remplacé par une éponge d'origine naturelle ou synthétique.

## Répartition géographique mondiale
Les pays l'utilisant le plus sont traditionnellement les Pays-Bas, la France, la Belgique. Il est aussi utilisé en Allemagne, ainsi qu'en Iran.

## Hygiène et entretien
Le gant de toilette tend à disparaitre peu à peu. En effet paradoxalement, il a été critiqué pour son éventuel manque d’hygiène. Sans une attention particulière, rinçage et séchage, il peut se transformer en un véritable bouillon de culture et devenir malodorant. Il est donc conseillé d'utiliser plusieurs gants de toilettes pour les différentes parties du corps. Réponse à cette critique, il existe sous forme jetable à usage unique en non tissé, imperméables ou non. Les gants de toilette jetables sont surtout utilisés en milieu hospitalier et par le personnel chargé des toilettes des personnes âgées.

## Typographie
En typographie, les gants de toilette désignent de façon imagée et désobligeante les guillemets dactylographiques.